# Straßentunnel

Zeichen 327 der deutschen StVO kennzeichnet den Beginn eines Straßentunnels und damit die Anwendung von tunnelspezifischen Verkehrsregeln, etwa das Verbot des Wendens im Tunnel.

Ein Straßentunnel ist ein Tunnel im Verlauf einer Straße.
Derzeit (2025) ist mit 24,5 Kilometern Länge der im Jahr 2000 eröffnete Lærdalstunnel in Norwegen der weltweit längste Straßentunnel. Der Straßen-Kehrtunnel mit dem höchsten Drehwinkel, nämlich 2070° (5,75 Drehungen) ist der Spiraltunnel Drammen, ebenfalls in Norwegen.

## Geschichte

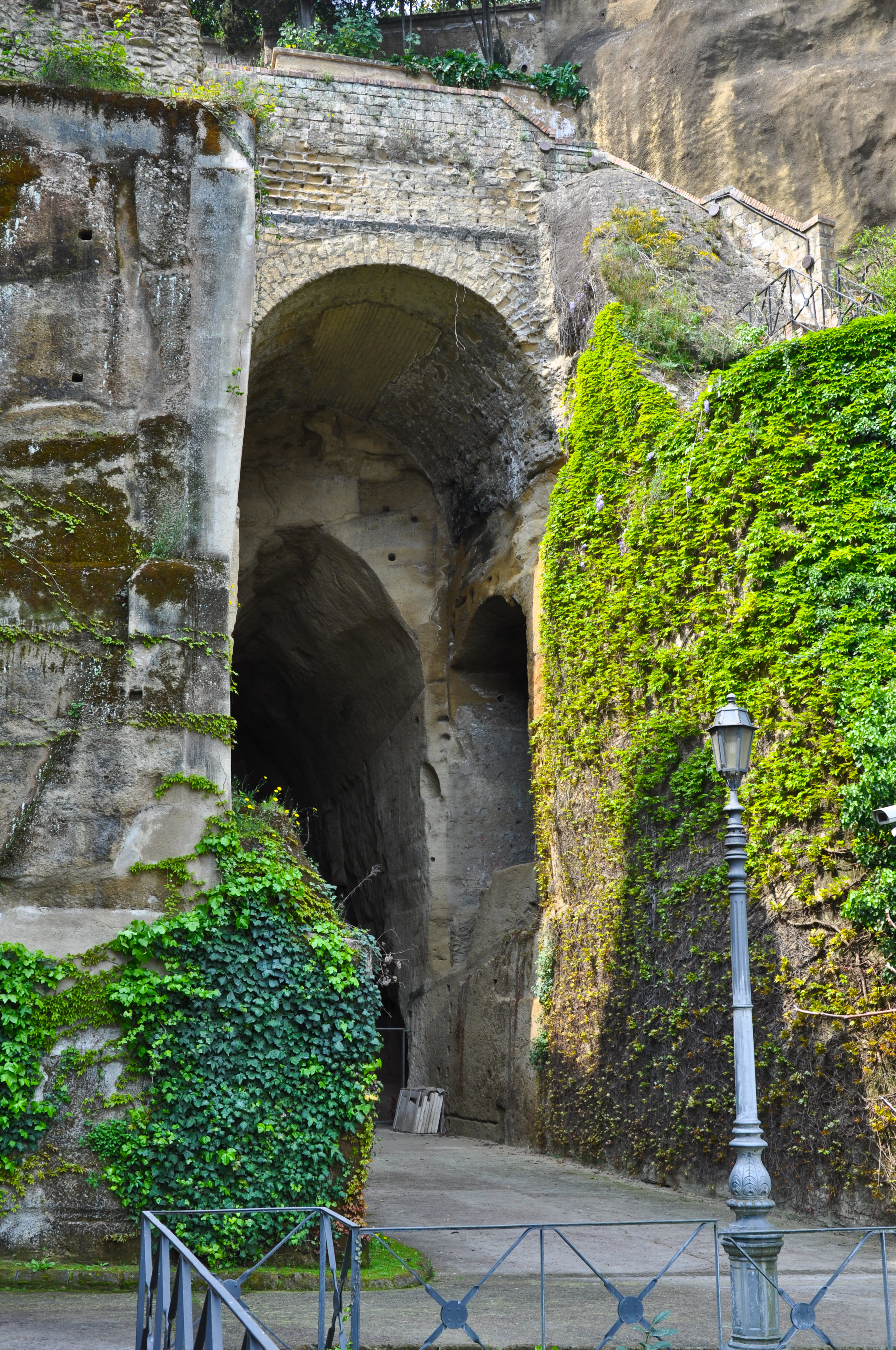
Eingang der Grotta di Pozzuoli

Die Etrusker bauten bereits im 6. Jahrhundert v. Chr. erste Straßentunnel in den Albaner Bergen. Längere Straßentunnel bauten auch die Römer bereits um die Zeitenwende. Ein besonderes Beispiel ist die Grotta di Pozzuoli, ein 705 m langer Tunnel in Neapel, der auch bei dem antiken Autor Strabon beschrieben ist.
Der erste alpenquerende Straßentunnel war der Col-de-Tende-Straßentunnel, der bei der Eröffnung 1882 einer der längsten Straßentunnel der Welt war.
Während im Bahnbau bereits im 19. Jahrhundert viele lange Scheitel- und Kehrtunnel gebaut wurden, insbesondere im alpenquerenden Verkehr, setzte der Bau von Straßentunneln in größerem Umfang erst im Zuge des Baus von Autobahnen nach dem Zweiten Weltkrieg ein. Dies hat mit den größeren Steigungen, die Straßenfahrzeuge im Vergleich mit Adhäsionsbahnen überwinden können, mit den engeren Kurvenradien, die sie befahren können und mit den höheren Sicherheitsanforderungen im Straßentunnelbau zu tun.

## Ausstattung
Die Anlage von Straßentunneln ist stets aufwändiger als die von Eisenbahntunneln, da schon für einen zweispurigen Straßentunnel ein größerer Querschnitt erforderlich ist als für einen zweigleisigen Eisenbahntunnel.
Im Unterschied zu diesen sollten Straßentunnel ab etwa 100 Meter Länge stets im Innern beleuchtet sein – in Norwegen existieren jedoch auch einige unbeleuchtete Straßentunnel mit geringer Verkehrsstärke von mehreren Kilometern Länge.
Straßentunnel erfordern ab einer Länge von 300 bis 500 Metern besondere Lüftungseinrichtungen, um zu hohe Konzentrationen giftiger Abgase im Tunnel zu vermeiden (Betriebslüftung) und insbesondere um im Falle eines Brandes für die Selbstrettung günstige Verhältnisse möglichst lange aufrechtzuerhalten (Brandlüftung).
Da beim Straßenverkehr die Unfallgefahr viel höher ist als beim Eisenbahnverkehr, muss der Tunnelsicherheit bei Straßentunneln eine große Aufmerksamkeit gewidmet werden. So müssen bei längeren Tunneln u. U. Nothaltebuchten vorhanden sein und gesonderte Rettungstunnel oder -schächte oder aber bei zweiröhrigen Tunneln Notausgänge zu den Nachbarröhren existieren.
Lautsprecherdurchsagen ermöglichen ein wirksames Ansprechen der Verkehrsteilnehmer in Gefahrenfällen und ggf. die wirksame Evakuierungsaufforderung. Nachdem 2009 in Deutschland durch die Bundesanstalt für Straßenwesen (BAST) das Lautsprecherkonzept der synchronisierten Längsbeschallung (SLASS) zur Erzielung befriedigender Sprachverständlichkeit in Tunneln erforscht und seitdem empfohlen wurde, wird der Installation solcher Lautsprechersysteme wegen des hohen Sicherheitsgewinns vermehrte Bedeutung beigemessen.
Zur Sicherheit trägt auch ein möglicher Radioempfang bei, über den noch differenziertere Informationen an die Kraftfahrer übermittelt werden können.

### Beschilderung

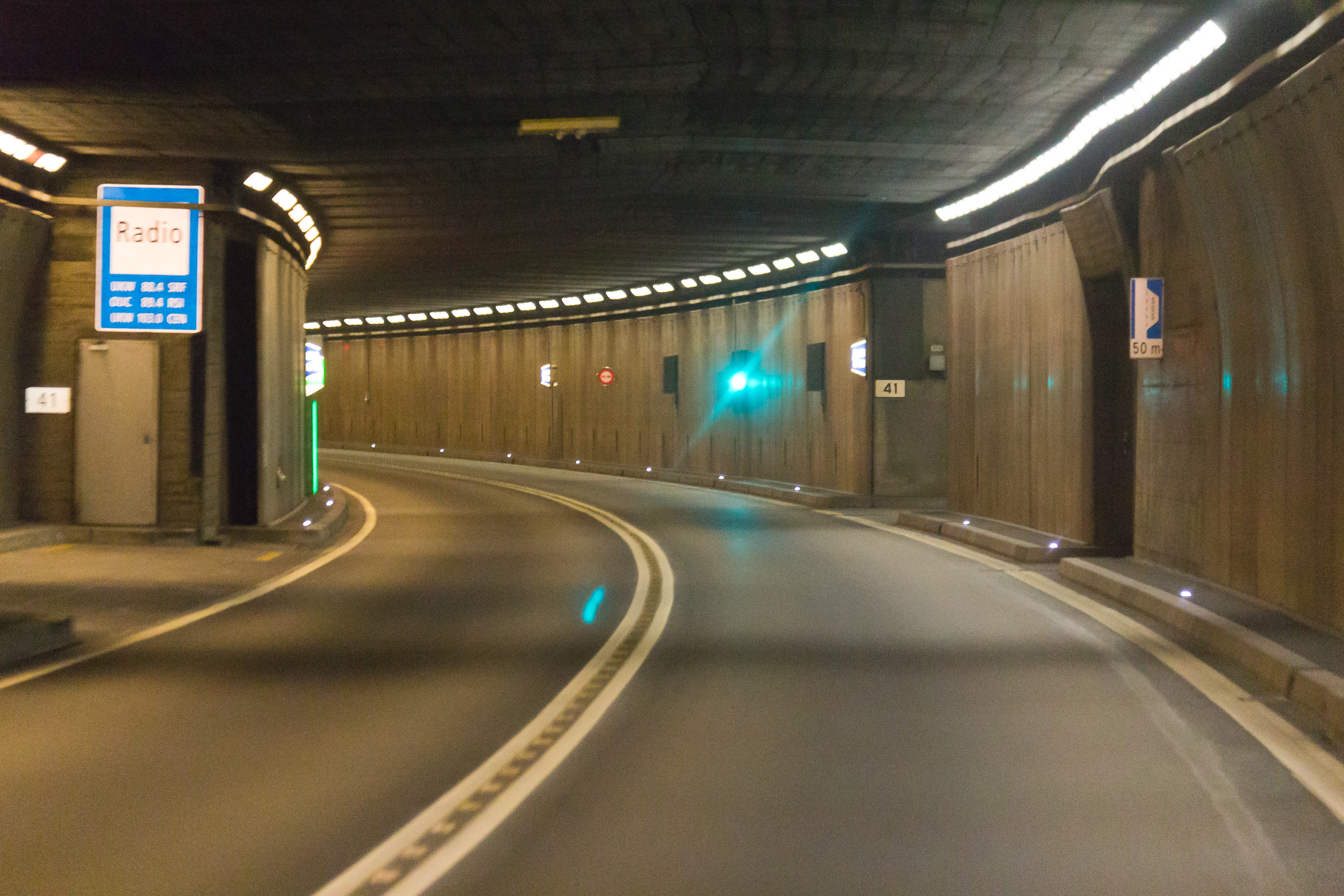
Beschilderung und Leiteinrichtungen im Tunnel

Im Bereich von Straßentunneln wird sowohl statische als auch dynamische Beschilderung (Wechselverkehrszeichen) verwendet. Neben Verkehrszeichen zählen auch Hinweiszeichen dazu, die den Weg zum Notausgang oder zur Notrufstation anzeigen. Diese Beschilderung muss aus Sicherheitsgründen besonderen Anforderungen genügen. Auf europäischer Ebene wurde deshalb eine entsprechende Richtlinie ausgearbeitet, die die Beschilderung von Straßentunneln in den Mitgliedsstaaten vereinheitlichen und einen gewissen Mindeststandard sicherstellen soll. Neben der eigentlichen Tunnelstrecke ist auch der Vorwarnbereich sowie das Ende des Tunnels zu beschildern. Diese beiden Bereiche werden in der EU-Richtlinien jedoch nicht näher behandelt.
Die Richtlinie legt fest, dass die verwendeten Zeichen in den jeweiligen Mitgliedsstaaten den Vorgaben des Wiener Übereinkommens entsprechen müssen. Ausgenommen sind davon Staaten, die das Übereinkommen nicht anwenden. Aus Gründen der Allgemeinverständlichkeit sind aussagekräftige Symbole, anstatt von Aufschriften in Landessprache zu verwenden. Die Richtlinie fordert zudem eine klare Erkennbarkeit der Zeichen auch bei schlechten Sichtverhältnissen, was in der Regel selbstleuchtende Zeichen erforderlich macht.

In der EU-Richtlinie aufgeführte Zeichen
Am Tunnelbeginn befindet sich das Hinweiszeichen Tunnel (ggf. mit Längenangabe und Tunnelname).
Hinweiszeichen auf eine Notrufstation im Tunnel
Hinweiszeichen kennzeichnet den Standort eines Feuerlöschers.
Kennzeichnung einer Nothalte- und Pannenbucht
Kennzeichnung einer Nothalte- und Pannenbucht mit Notrufstation
Zusatzzeichen weist auf eine Notrufstation und einen Feuerlöscher hin.
Kennzeichnung des Fluchtweges im Tunnel
Fluchtwegkennzeichen mit Richtungs- und Entfernungsangabe des nächstgelegenen Notausgangs
Fahrstreifensignale zeigen eine Fahrstreifensperrung im Tunnel an.

Die Mitgliedstaaten haben in der Folge eigene Richtlinien entwickelt, die im Grunde auf den Vorgaben der EU basieren und diese präzisieren. Zum Teil wurde auch zusätzliche Vorschriften eingeführt. So werden beispielsweise die Beschilderung des Vorwarnbereichs oder die Leiteinrichtungen in den Richtlinien der jeweiligen Mitgliedstaaten genauer festgelegt.

### Leiteinrichtungen

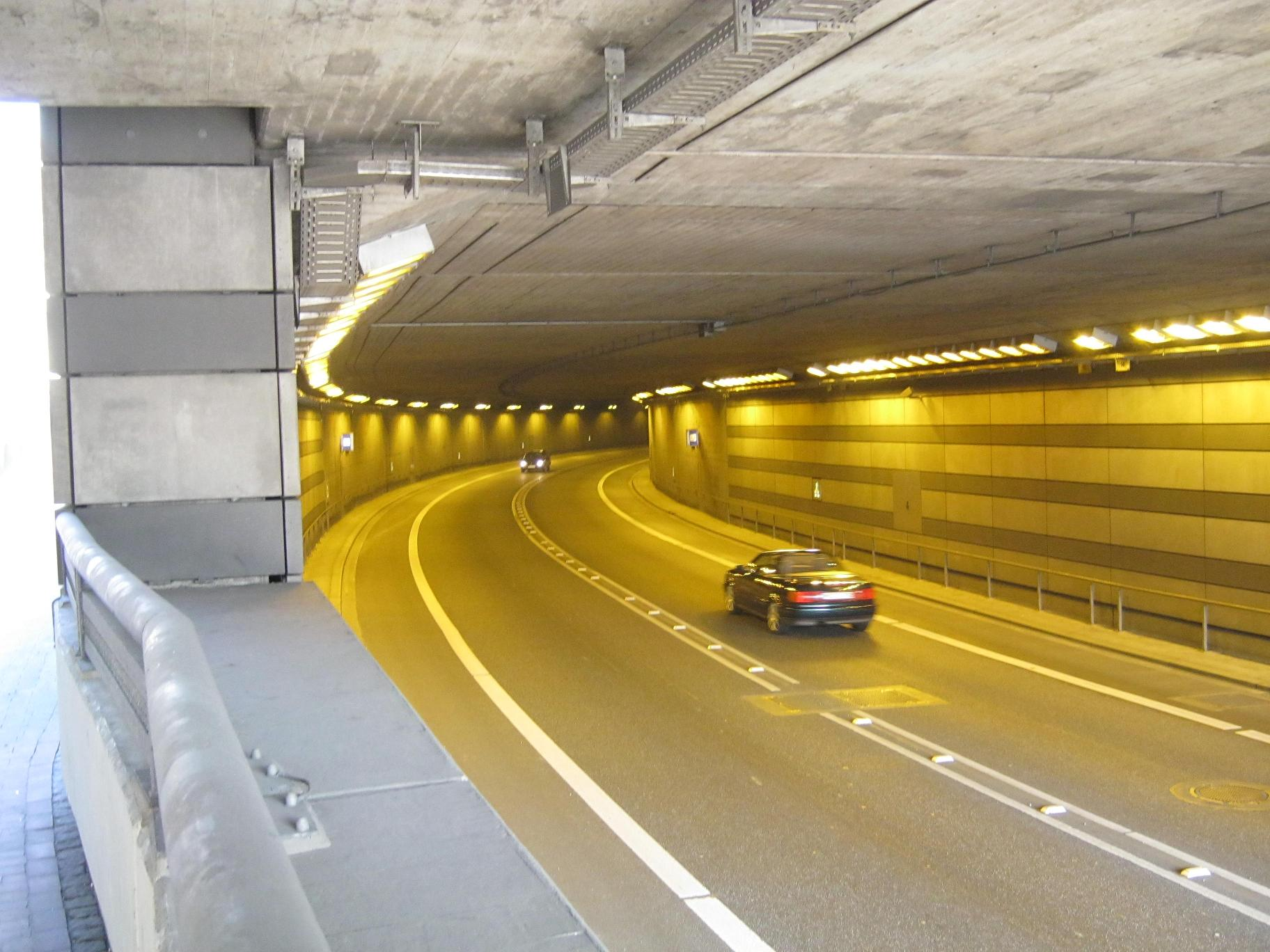
Doppellinie mit Markierungsknöpfen und seitliche Randlinien bei einem Gegenverkehrstunnel

Neben der Beschilderung wird auch den Leiteinrichtungen im Tunnel eine besondere Bedeutung beigemessen. Sämtliche Markierungszeichen werden so gestaltet, dass sie auch bei schlechten Sichtverhältnissen erkennbar sind. Die EU-Richtlinie fordert konkret eine Randlinie zur Kenntlichmachung des Straßenrandes. Zudem werden bei Tunneln, die im Gegenrichtungsverkehr betrieben werden, die Fahrstreifen deutlich mittels einer Einzel- oder Doppellinie getrennt. Einige Mitgliedsstaaten sehen zwischen der Doppellinie zusätzliche Markierungsknöpfe vor. Seitlich werden zudem selbstleuchtende Markierungselemente in regelmäßigen Abständen (beispielsweise 25 Meter) angebracht.

## Autobahn- und Schnellstraßentunnel

### Allgemeines
Ein Autobahntunnel ist ein Tunnel, durch den eine Autobahn hindurchführt. Hierbei wird heute allgemein für jede Richtungsfahrbahn eine eigene Tunnelröhre vorgesehen. Es gibt auch Autobahntunnel mit mehr als zwei Röhren wie den Neuen Elbtunnel in Hamburg.
Häufig ist noch eine weitere Röhre vorhanden, die im Gefahrenfall eine schnelle Evakuierung erlaubt.
Beim Bau eines Autobahntunnels fallen, da er über zwei Röhren mit einem relativ großen Querschnitt verfügt, größere Ausbruchmassen als beim Bau eines Eisenbahntunnels an. Auch sind wegen der Autoabgase bei Autobahntunneln umfangreichere Lüftungsanlagen nötig als bei Eisenbahntunneln vergleichbarer Länge.
Autobahntunnel sind besonders bei Autobahnen im Gebirge anzutreffen, um größere Kurvenradien und geringere Steigungen zu realisieren als es bei tunnelfreier Führung möglich wäre. In Ballungsräumen dienen Autobahntunnel auch dem Lärmschutz. Diese werden häufig in offener Bauweise hergestellt. Das heißt, der Tunnel wird üblicherweise mit einem Rechteckquerschnitt in einer Baugrube hergestellt und nach der Herstellung wieder mit Erdmaterialien eingeschüttet (z. B. der Lieferinger Tunnel). Andere Ausführungsarten von Autobahntunneln sind Unterwassertunnel (z. B. der Hamburger Elbtunnel).
Im Zweiten Weltkrieg wurden in Deutschland einige Straßentunnel als bombensichere Fabriken genutzt, so beispielsweise die beiden Tunnel Eschenlohe. Der Autobahntunnel unter dem Gran Sasso (Italien) dient auch als Zufahrt zu einem Labor zum Nachweis von Neutrinos.

### Beispiele

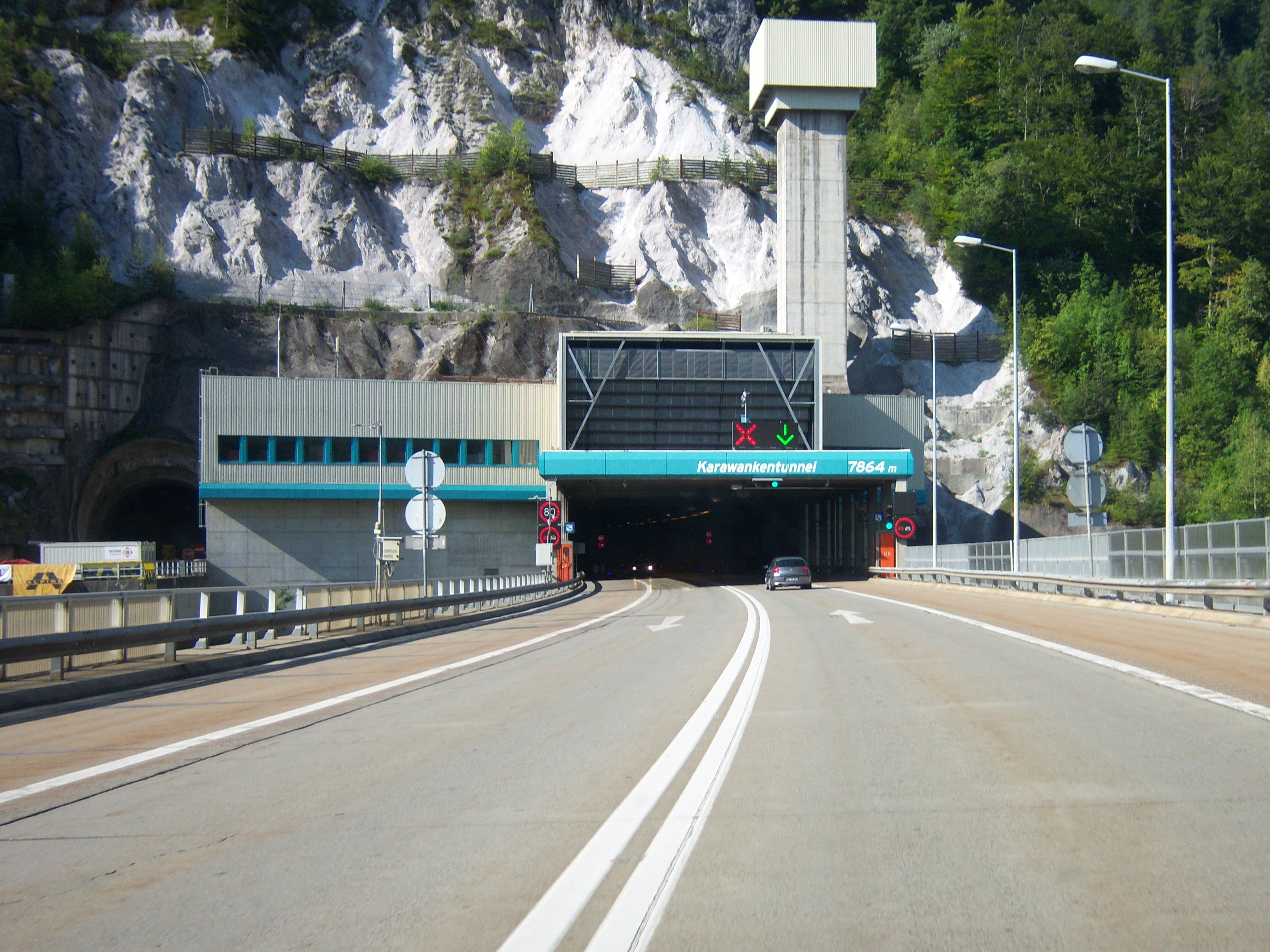
Einfahrt zum Karawankentunnel auf österreichischer Seite

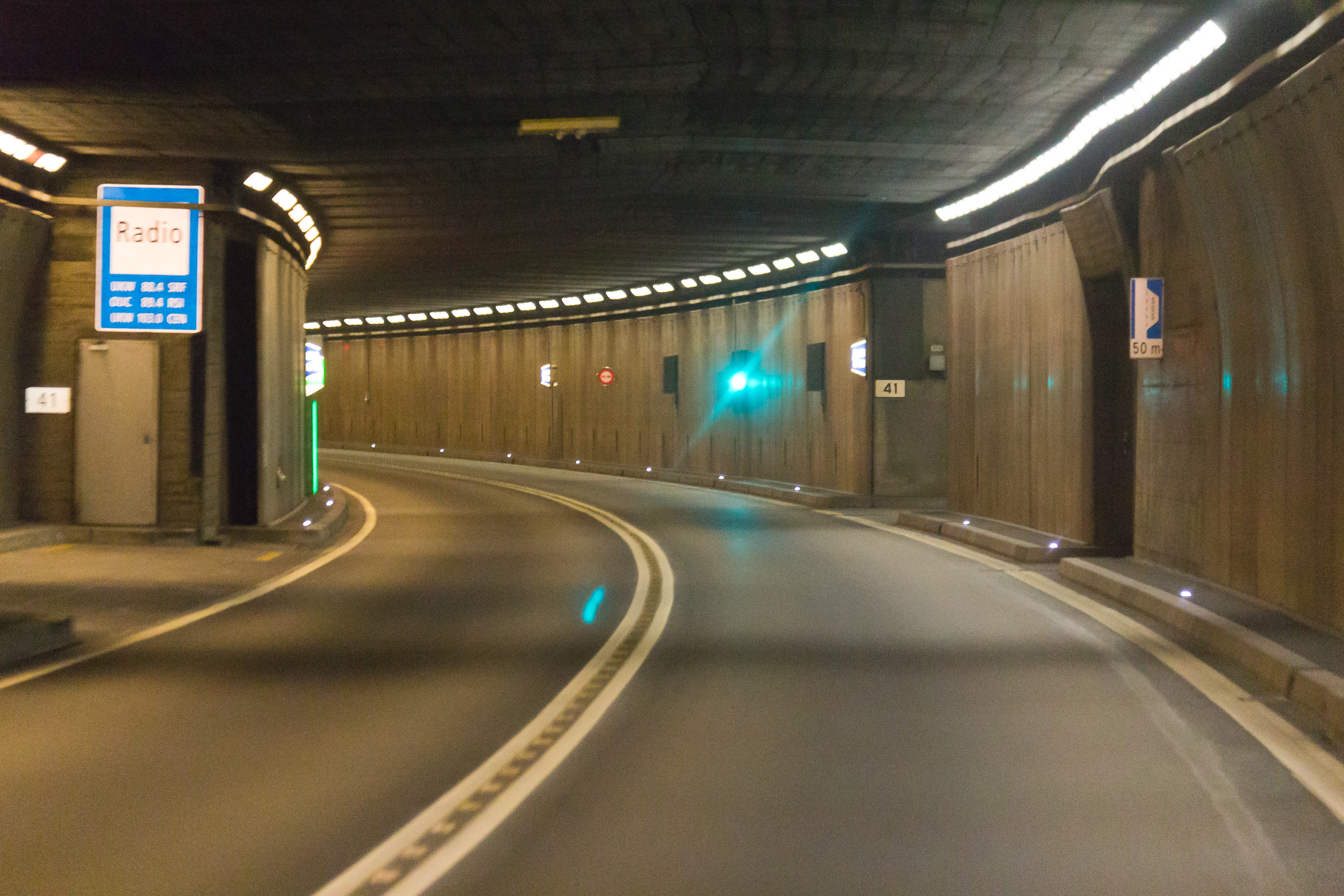
Gotthardtunnel

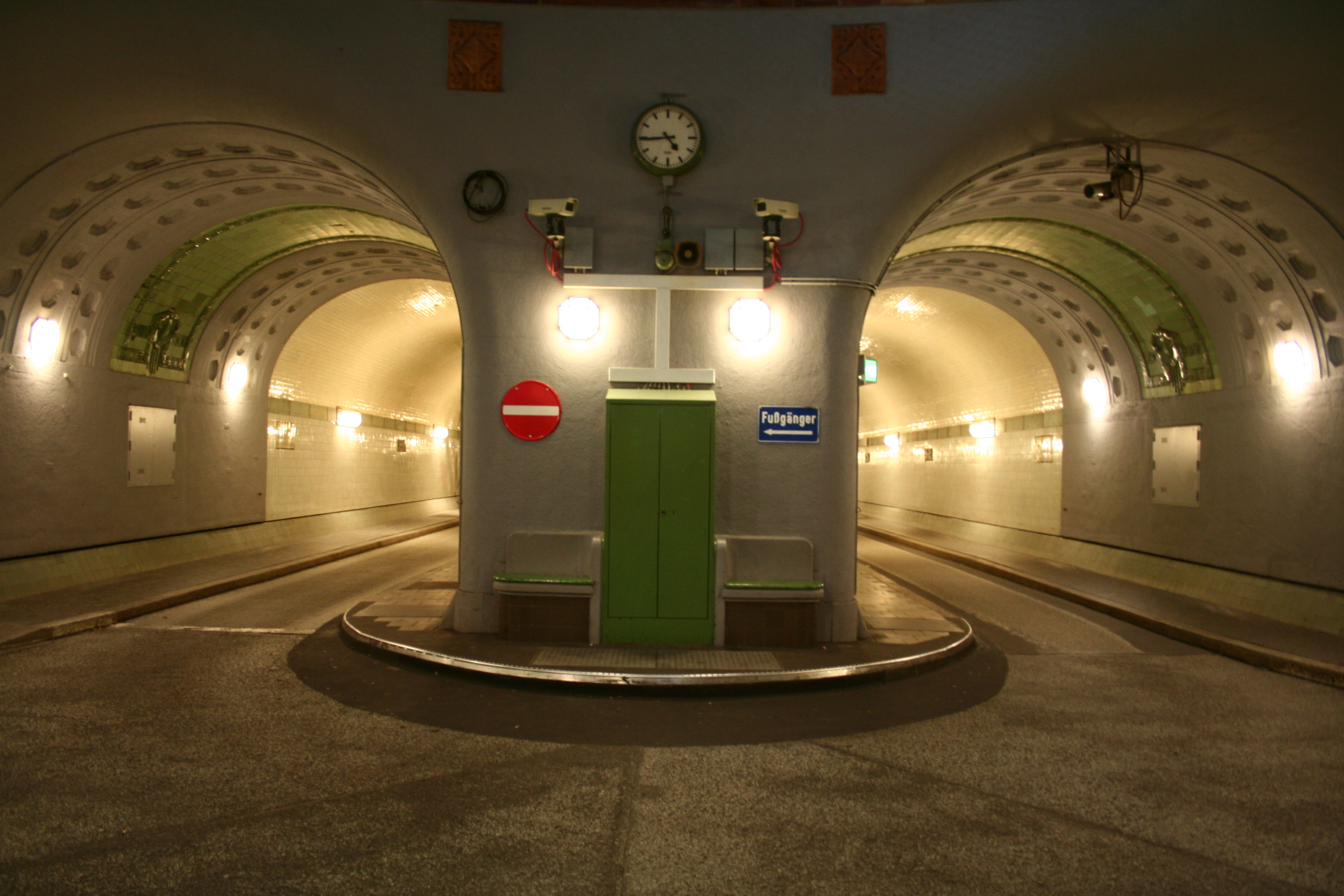
Alter Elbtunnel

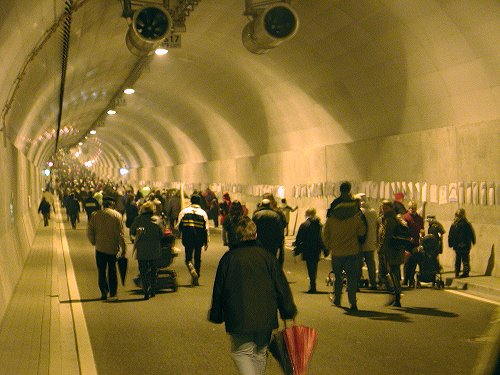
Wesertunnel (Einweihung)

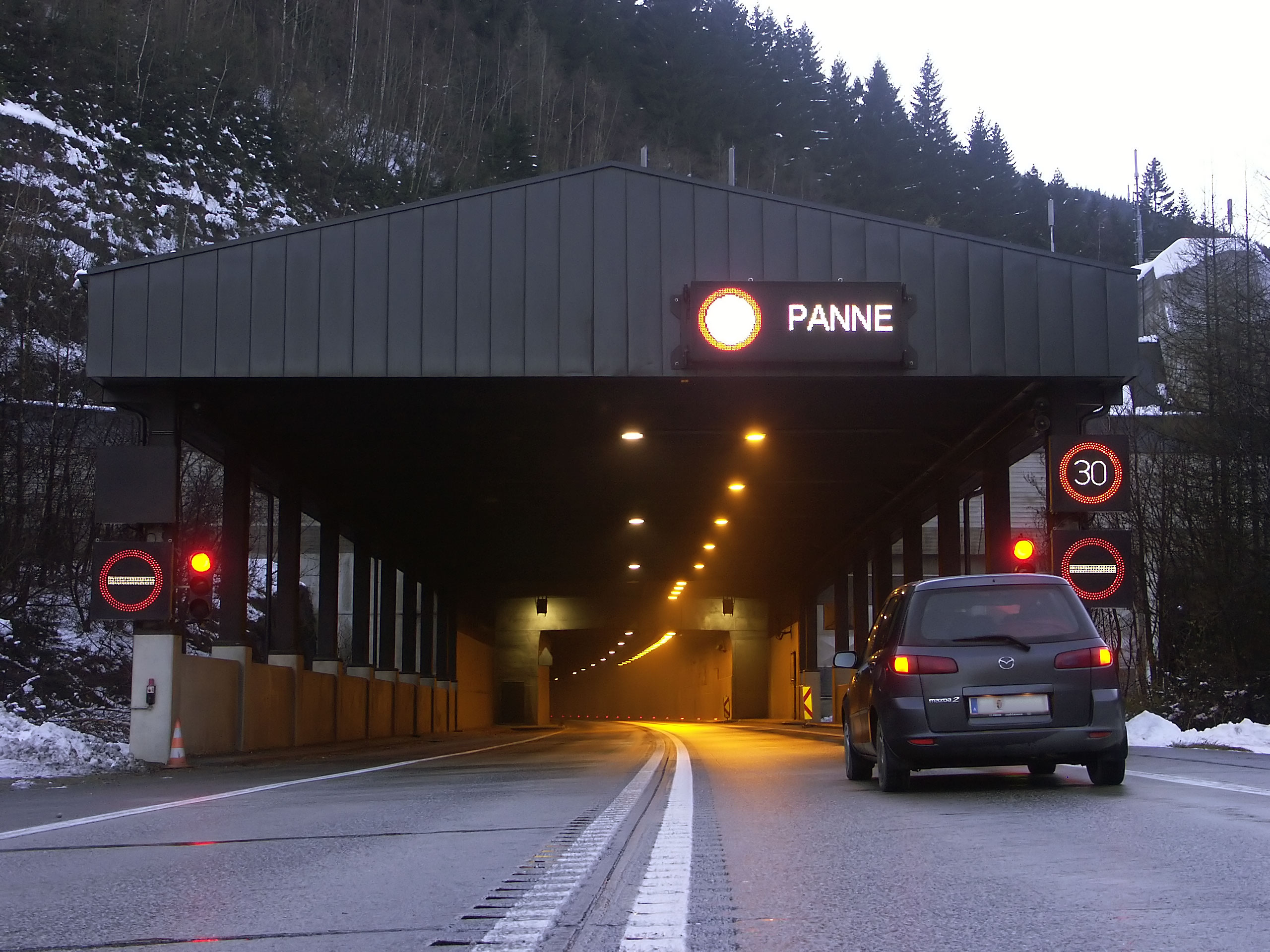
Gleinalmtunnel

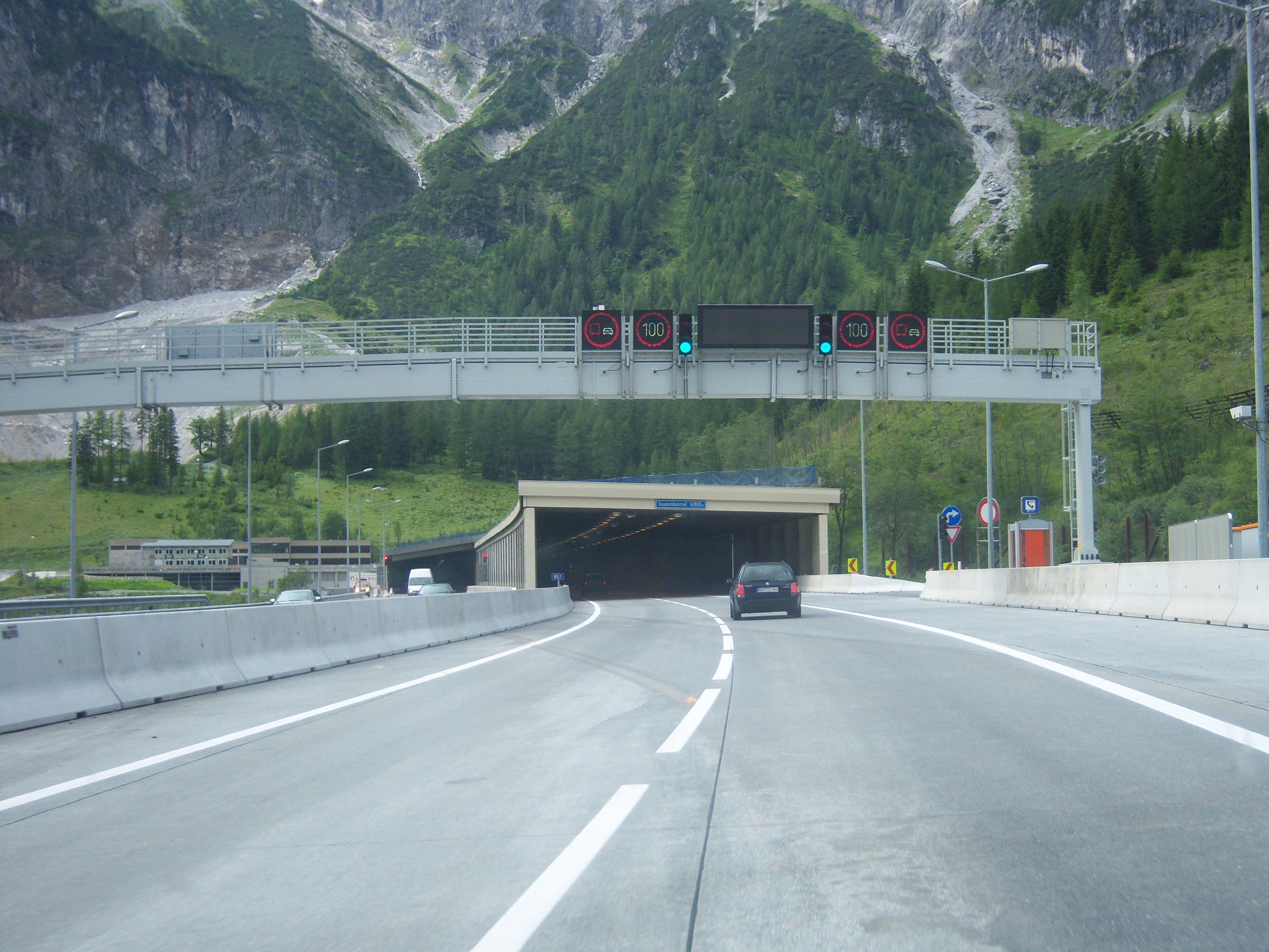
Tauerntunnel

Giswiler Tunnel (Oben rechts der Ausgang des Sicherheitsstollens)

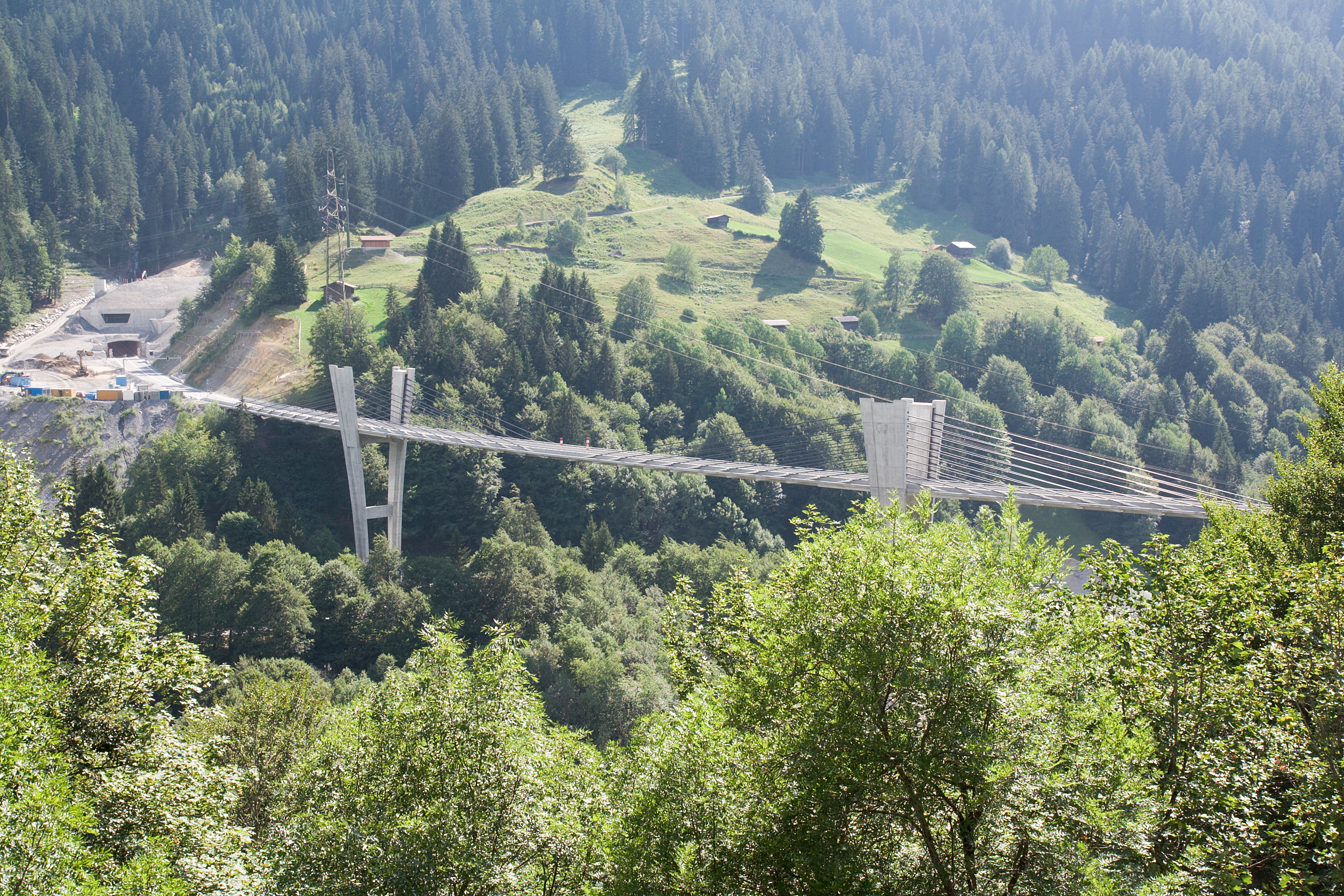
Gotschnatunnel (im Bau) mit Baustellenzufahrt via Sunnibergbrücke

#### Deutschland
- Aichbergtunnel
- Aubing (München) an der A 99; mit 1935 Metern längster Autobahntunnel Bayerns
- Bürgerwaldtunnel
- Coschützer Tunnel
- Dölzschener Tunnel
- Einhorntunnel in Schwäbisch Gmünd (B 29)
- Alter und Neuer Elbtunnel (Hamburg)
- Emstunnel
- Engelbergtunnel an der A 81; mit 2530 Metern längster Autobahntunnel Baden-Württembergs
- Grenztunnel Füssen
- Heidkopftunnel
- Tunnel Hirschhagen an der A 44; mit 4204 Metern zweitlängster Straßentunnel Deutschlands
- Tunnel Hölzern
- Citytunnel Kiel der B 76
- Tunnel Königshainer Berge an der A 4; mit 3300 Metern längster Autobahntunnel Sachsens.
- Lämmerbuckeltunnel (nur Richtungsfahrbahn nach München, andere Richtungsfahrbahn durch kürzeren Nasenfelstunnel)
- Malbergtunnel der B 260; mit 1540 Metern der längste Straßentunnel in Rheinland-Pfalz
- Theatertunnel
- Tunnel Neuhof an der A 66
- Ostwestfalentunnel (im Verlauf der B 61; war früher als Autobahntunnel geplant)
- Rennsteigtunnel an der A 71; mit 7961 Metern längster Straßentunnel Deutschlands
- Schönbuchtunnel
- Universitätstunnel
- Warnowtunnel (Rostock)
- Tunnel Weimarer Straße
- Weserauentunnel (im Verlauf der B 61)
- Wesertunnel (im Verlauf der B 437)
- Ziegenbergtunnel der Stadtautobahn Siegen

#### Österreich
- Ambergtunnel
- Arlberg-Straßentunnel; mit 13972 Metern längster Straßentunnel Österreichs
- Bergisel Tunnel
- Bosrucktunnel
- Felbertauerntunnel
- Ganzsteintunnel
- Gleinalmtunnel
- Götschkatunnel
- Gräberntunnel
- Herzogbergtunnel
- Karawankentunnel
- Katschbergtunnel
- Kaltenbachtunnel
- Tunnel Kirchdorf
- Landecker Tunnel
- Lainbergtunnel
- Lermooser Tunnel
- Lieferinger Tunnel
- Oswaldibergtunnel
- Pfändertunnel
- Plabutschtunnel
- Roppener Tunnel
- Spitaltunnel
- Steinhaustunnel
- Tanzenbergtunnel
- Tauerntunnel
- Tunnelkette Klaus

#### Schweiz
- Arrissoules-Tunnel (N1)
- Bareggtunnel (N1)
- Belchentunnel (N2)
- Bözbergtunnel (N3)
- Giswiler Tunnel (N8)
- Glion-Tunnel (N9)
- Gotschnatunnel (N 28)
- Gotthardtunnel (N2)
- Grosser-St.-Bernhard-Tunnel
- Gubristtunnel (N1)
- Kerenzertunnel (N3)
- Kirchenwaldtunnel (N2)
- Loppertunnel (N8)
- Mappo-Morettina-Tunnel (N13)
- Pomy-Tunnel (N1)
- San-Bernardino-Tunnel (N13)
- Seelisbergtunnel (N2)
- Sonnenbergtunnel (N2)
- Uetlibergtunnel (N4)
- Aeschertunnel (N3/N4)
- Islisbergtunnel (N4)

Eine Auflistung von Straßentunneln findet man in Kategorie:Straßentunnel und Kategorie:Liste (Tunnel)

## Normen und Standards
Deutschland
- Richtlinien für die Ausstattung und den Betrieb von Straßentunneln (RABT)

Österreich
- RVS 09.02 Tunnelausrüstung